# Nino de Enoque
Enoque Ferreira da Costa Júnior, mais conhecido como Nino de Enoque (Jaboatão dos Guararapes, 7 de dezembro de 1975), é um empresário e político brasileiro. É deputado estadual de Pernambuco pelo PL.

## Biografia
Se candidatou pela primeira vez em 2008, como Vice-Prefeito na Cidade de Moreno no Pernambuco, sendo eleito.
Não concorreu a reeleição ao cargo, voltando a disputar eleições somente em 2020, para Prefeito de Moreno, aonde não foi eleito.
Nino de Enoque ocupa pela primeira vez uma cadeira na câmara estadual. Ele foi eleito em 2022 com 24.851 votos.